# Бозаджії
Бозаджі́ї (болг. Бозаджии) — село в Сливенській області Болгарії. Входить до складу общини Сливен.

## Населення
За даними перепису населення 2011 року у селі проживали 83 особи.
Національний склад населення села:
| Національність   | Кількість осіб | Відсоток |
| ---------------- | -------------- | -------- |
| болгари          | 77             | 92,8 %   |
| цигани           | 6              | 7,2 %    |
| турки            | 0              | 0 %      |
| інша             | 0              | 0 %      |
| не визначились   | 0              | 0 %      |
| Всього відповіли | 83             |          |

Розподіл населення за віком у 2011 році:
Динаміка населення: